# Edvin Kuč
Edvin Kuč (in cirillico: Едвин Куч?; Tuzi, 27 ottobre 1993) è un calciatore montenegrino, centrocampista del Neftçi Baku.

## Carriera

### Club
Ha giocato nella massima serie montenegrina, vestendo le maglie di Dečić e Mladost Podgorica. Con quest'ultima, vince un campionato nazionale. Successivamente, con la maglia del Rudar Pljevlja esordisce nei preliminari di Europa League.
Nel 2019 si trasferisce al Ballkani, formazione kosovara con cui, oltre a vincere due campionati, esordisce nella fase a gironi della Conference League 2023-2024, nella quale mette anche a segno una rete.

### Nazionale
Il 12 ottobre 2023 esordisce in nazionale, in un match amichevole contro la nazionale libanese, terminato 3-2 in favore del Montenegro. Nell'occasione, segna una doppietta.

## Statistiche

### Cronologia presenze e reti in nazionale
| Cronologia completa delle presenze e delle reti in nazionale ― Montenegro | Cronologia completa delle presenze e delle reti in nazionale ― Montenegro | Cronologia completa delle presenze e delle reti in nazionale ― Montenegro | Cronologia completa delle presenze e delle reti in nazionale ― Montenegro | Cronologia completa delle presenze e delle reti in nazionale ― Montenegro | Cronologia completa delle presenze e delle reti in nazionale ― Montenegro | Cronologia completa delle presenze e delle reti in nazionale ― Montenegro | Cronologia completa delle presenze e delle reti in nazionale ― Montenegro |
| Data                                                                      | Città                                                                     | In casa                                                                   | Risultato                                                                 | Ospiti                                                                    | Competizione                                                              | Reti                                                                      | Note                                                                      |
| ------------------------------------------------------------------------- | ------------------------------------------------------------------------- | ------------------------------------------------------------------------- | ------------------------------------------------------------------------- | ------------------------------------------------------------------------- | ------------------------------------------------------------------------- | ------------------------------------------------------------------------- | ------------------------------------------------------------------------- |
| 12-10-2023                                                                | Podgorica                                                                 | Montenegro                                                                | 3 – 2                                                                     | Libano                                                                    | Amichevole                                                                | 2                                                                         | 65’                                                                       |
| 17-10-2023                                                                | Belgrado                                                                  | Serbia                                                                    | 3 – 1                                                                     | Montenegro                                                                | Qual. Euro 2024                                                           | -                                                                         | 85’                                                                       |
| 16-11-2023                                                                | Podgorica                                                                 | Montenegro                                                                | 2 – 0                                                                     | Lituania                                                                  | Qual. Euro 2024                                                           | 1                                                                         | 87’                                                                       |
| 19-11-2023                                                                | Budapest                                                                  | Ungheria                                                                  | 3 – 1                                                                     | Montenegro                                                                | Qual. Euro 2024                                                           | -                                                                         | 90+2’                                                                     |
| 21-3-2024                                                                 | Boztepe                                                                   | Montenegro                                                                | 2 – 0                                                                     | Bielorussia                                                               | Amichevole                                                                | -                                                                         |                                                                           |
| 5-6-2024                                                                  | Bruxelles                                                                 | Belgio                                                                    | 2 – 0                                                                     | Montenegro                                                                | Amichevole                                                                | -                                                                         | 61’                                                                       |
| 9-6-2024                                                                  | Podgorica                                                                 | Montenegro                                                                | 1 – 3                                                                     | Georgia                                                                   | Amichevole                                                                | -                                                                         | 46’                                                                       |
| 11-10-2024                                                                | Samsun                                                                    | Turchia                                                                   | 1 – 0                                                                     | Montenegro                                                                | UEFA Nations League 2024-2025 - 1º turno                                  | -                                                                         | 61’                                                                       |
| 14-10-2024                                                                | Cardiff                                                                   | Galles                                                                    | 1 – 0                                                                     | Montenegro                                                                | UEFA Nations League 2024-2025 - 1º turno                                  | -                                                                         | 82’                                                                       |
| 16-11-2024                                                                | Nikšić                                                                    | Montenegro                                                                | 0 – 2                                                                     | Islanda                                                                   | UEFA Nations League 2024-2025 - 1º turno                                  | -                                                                         | 46’                                                                       |
| 19-11-2024                                                                | Nikšić                                                                    | Montenegro                                                                | 3 – 1                                                                     | Turchia                                                                   | UEFA Nations League 2024-2025 - 1º turno                                  | -                                                                         | 69’                                                                       |
| 22-3-2025                                                                 | Nikšić                                                                    | Montenegro                                                                | 3 – 1                                                                     | Gibilterra                                                                | Qual. Mondiali 2026                                                       | -                                                                         | 59’                                                                       |
| 25-3-2025                                                                 | Nikšić                                                                    | Montenegro                                                                | 1 – 0                                                                     | Fær Øer                                                                   | Qual. Mondiali 2026                                                       | 1                                                                         | 46’                                                                       |
| 6-6-2025                                                                  | Plzeň                                                                     | Rep. Ceca                                                                 | 2 – 0                                                                     | Montenegro                                                                | Qual. Mondiali 2026                                                       | -                                                                         | 62’                                                                       |
| 9-6-2025                                                                  | Niksic                                                                    | Montenegro                                                                | 2 – 2                                                                     | Armenia                                                                   | Amichevole                                                                | -                                                                         | 78’                                                                       |
| Totale                                                                    |                                                                           | Presenze                                                                  | 15                                                                        |                                                                           | Reti                                                                      | 4                                                                         |                                                                           |

## Palmarès

### Comeptizioni nazionali
- Campionato montenegrino: 1

Mladost Podgorica: 2015-2016
- Campionato kosovaro: 3

Ballkani: 2021-2022, 2022-2023, 2023-2024
- Coppa del Kosovo: 1

Ballkani: 2023-2024
- Supercoppa del Kosovo: 1

Ballkani: 2022